# Connaissance de l'Est

Connaissance de l'Est (1900) est un recueil de poèmes en prose de Paul Claudel, composés presque tous en Chine entre juillet 1895 et octobre 1899, quand Claudel est nommé consul suppléant à Shanghai.
Les poèmes de ce recueil sont groupés en deux parties inégales. Publié en 1900 au Mercure de France, puis dans une édition augmentée en 1907, le livre avait pour fin de permettre au nouveau venu d'apprendre à connaître ce pays de l'Est où il venait de s'établir, de faire connaissance avec lui. De là ces textes sur ce que nous appellerions aujourd'hui la culture chinoise : jardins, théâtre, idéogrammes… De là aussi les descriptions d'arbres exotiques, d'animaux, ou de paysages.
Le 17 août 1913, Claudel donne à Victor Segalen, qu'il avait rencontré à Pékin, l'autorisation de rééditer ses poèmes en prose. Les pages de cette réédition étaient imprimées sur une seule face, pliées en deux et cousues à la façon orientale. Les deux tomes étaient présentés dans une cassette couverte de soie bleue et pourvue d'onglets.

## Extrait
Le Riz

« C'est la dent que nous mettons à la terre même avec le fer que nous y plantons, et déjà notre pain y mange à la façon dont nous allons le manger. Le soleil chez nous dans le froid Nord, qu'il mette la main à la pâte ; c'est lui qui mûrit notre champ, comme c'est le feu tout à nu qui cuit notre galette et qui rôtit notre viande. Nous ouvrons d'un soc fort dans la terre solide la raie où naît la croûte que nous coupons de notre couteau et que nous broyons entre nos mâchoires. »

Connaissance de l'Est. Œuvre poétique, Gallimard, Pléiade, p. 115 - D.R.

## Lien
- Connaissance de l'est, édition Larousse, Paris, 1920 [lire en ligne] sur Internet Archive
- Analyse de l'œuvre